# الطريق الجهوية رقم 56 (تونس)
الطريق الجهوية رقم 56 أو ط ج 56 طريق ثانوية تونسية تصل بين مدينة ماطر والطريق الجهوية رقم 64، ثم بين الطريق الجهوية رقم 64 والطريق الوطنية رقم 6.